# سانت هنري جورج تاكر الثالث
سانت هنري جورج تاكر الثالث (بالإنجليزية: Henry St. George Tucker III) (و. 1853 – 1932 م) هو سياسي، ومحام، وبروفيسور (أستاذ جامعي) من الولايات المتحدة الأمريكية ولد في وينشستر.
وهو عضو في الحزب الديمقراطي الأمريكي .